# Confissão (sacramento)
A confissão, reconciliação, sacramento da penitência ou sacramento do perdão é um sacramento que envolve o perdão dos pecados; a restituição do estado de graça santificante perante um padre (presbítero) ou bispo, que neste momento atua em nome de Cristo; e uma penitência (reparação de danos causados pelo pecado). O sacerdote a quem se confessa os pecados é chamado de confessor, pois é instrumento da Reconciliação da alma com Deus e testemunha da compaixão e da misericórdia divina. É praticado na Igreja Católica, na Igreja Ortodoxa e em algumas comunidades religiosas anglicanas e luteranas. A Igreja Católica pune automaticamente com excomunhão qualquer sacerdote que revelar o que lhe foi dito em confissão e de quem o ouviu, visto que é de foro íntimo e totalmente secreto.

## Fundamentação bíblica
Na Bíblia, Jesus Cristo deu aos doze apóstolos o poder de perdoar os pecados ((Jo 20,21-23)). As Igrejas cristãs que praticam a confissão ensinam que este poder foi transmitido ao clero,  os sucessores  dos Apóstolos, que continuariam a transmiti-los. O poder de perdoar os pecados, porém, não deve ser conferido a qualquer um (1Tm 5,22), ainda que o valor deste sacramento não dependa da santidade pessoal do sacerdote (Rom 5,11), pois o objetivo é evitar escândalos causados por pessoas despreparadas, que não compreendam este sacramento em sua totalidade (1Tm 4,14).
Jesus instituiu o Sacramento da Penitência “para que tivéssemos a confiança de serem perdoados os nossos pecados, pela absolvição do sacerdote; para que nossas consciências ficassem mais tranqüilas, por causa da fé que justamente devemos ter na eficácia dos Sacramentos. Pois quando o sacerdote nos perdoa os pecados, na forma sacramental, suas palavras têm o mesmo sentido que as palavras de Cristo Nosso Senhor ao paralítico: ‘tem confiança, filho, teus pecados te são perdoados’ (Mt IX, 2). Depois, como ninguém pode conseguir a salvação senão por Cristo, e na virtude de Sua Paixão, havia conveniência em si e muita utilidade para nós, que fosse instituído um Sacramento, por cuja eficácia corresse sobre nós o Sangue de Cristo, a fim de nos purificar dos pecados cometidos depois do Batismo; e assim reconhecemos que devemos unicamente a Nosso Salvador a graça da reconciliação” (Catecismo Romano).
A Penitência é sacramento próprio e verdadeiro pois tira todos os pecados cometidos depois do Batismo. Além disso, os atos exteriores, tanto do penitente como do sacerdote, são os sinais sensíveis daquilo que se opera interiormente na alma: o pecador professa claramente, por palavras e ações, que seu coração já se apartou da torpeza do pecado; no sacerdote, em suas palavras e ações, reconhecemos a misericórdia de Deus, que perdoa esses mesmos pecados: Àqueles a quem perdoardes os pecados, ser-lhes-ão perdoados; àqueles a quem os retiverdes, ser-lhes-ão retidos’ (Jo XX, 23).A absolvição enunciada pelas palavras do sacerdote exprime a remissão dos pecados, que se opera dentro da alma.
“A virtude de apagar os pecados lhe é tão própria, que sem a Penitência não podemos absolutamente alcançar, nem sequer esperar uma remissão de pecados. Pois está escrito: ‘Se não fizerdes penitência, todos vós perecereis da mesma maneira’ (Lc XIII, 3)” (Catecismo Romano).

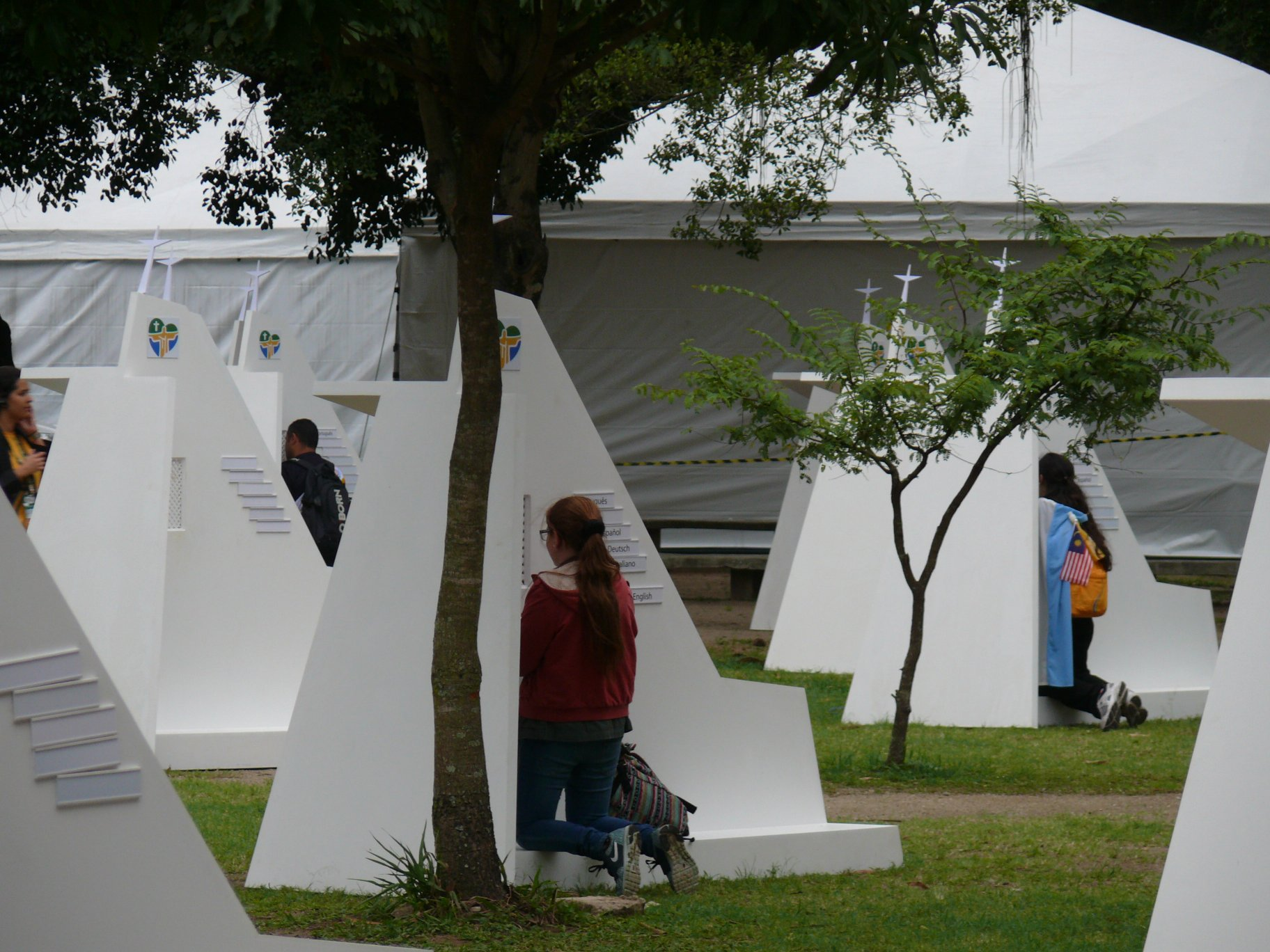
Confissão durante a Jornada Mundial da Juventude 2013 no Brasil

## Matéria
remota
Constituída pelos pecados cometidos pelo penitente depois do Batismo;
próxima
Constituída pelos próprios atos do penitente – contrição, confissão (acusação) e satisfação;

## Forma
As palavras: “eu te absolvo dos teus pecados em nome do Pai e do Filho e do Espírito Santo”.

## Ministro
É o sacerdote aprovado pelo Bispo para ouvir confissões, pois para administrar validamente este Sacramento, não basta o poder da Ordem, mas também é necessário o poder de jurisdição, isto é, a faculdade de julgar, que deve ser dada pelo Bispo.

## Partes da Penitência
“A penitência impele o pecador a suportar tudo de boa vontade. Em seu coração está o arrependimento; em sua boca, a acusação; em suas obras, plena humildade e proveitosa satisfação” (São João Crisóstomo).
por parte do pecador: contrição, confissão e satisfação;
por parte do sacerdote: absolvição;
“Como razão de ser dessas três partes da Penitência, podemos alegar que os pecados contra Deus são precisamente cometidos por pensamentos, palavras e obras. Havia, pois, justiça e conveniência que, para nos sujeitarmos às chaves da Igreja, procurássemos aplacar a cólera de Deus, e conseguir d’Ele o perdão dos pecados, pelos mesmo meios, com que havíamos ultrajado a santíssima Majestade Divina” (Catecismo Romano).

## Contrição
A palavra “contrição” significa fratura ou despedaçamento, como quando uma pedra é esmagada e reduzida a pó.
Trata-se de um desgosto da alma, pelo qual se detesta os pecados cometidos e se propõe não os tornar a cometer no futuro. Dá-se o nome de contrição à dor dos pecados para significar que o coração duro do pecador se despedaça pela dor de ter ofendido a Deus.

## Confissão
Trata-se da acusação distinta dos nossos pecados ao confessor, para dele recebermos a absolvição e a penitência. Chama-se também acusação porque não deve ser apenas uma narração indiferente, mas uma verdadeira e dolorosa manifestação dos próprios pecados.

## Satisfação
Trata-se da oração ou outra boa obra, que o confessor impõe ao pecador em expiação dos seus pecados.

## Absolvição
Trata-se da sentença que o sacerdote pronuncia em nome de Jesus Cristo, para perdoar os pecados ao pecador.

Das partes da Penitência, a mais necessária é a contrição porque sem ela nunca se pode obter o perdão dos pecados, e com ela somente, quando é perfeita, pode-se obter o perdão, contanto que esteja unida com o desejo, ao menos implícito, de confessar-se.

## Arrependimento

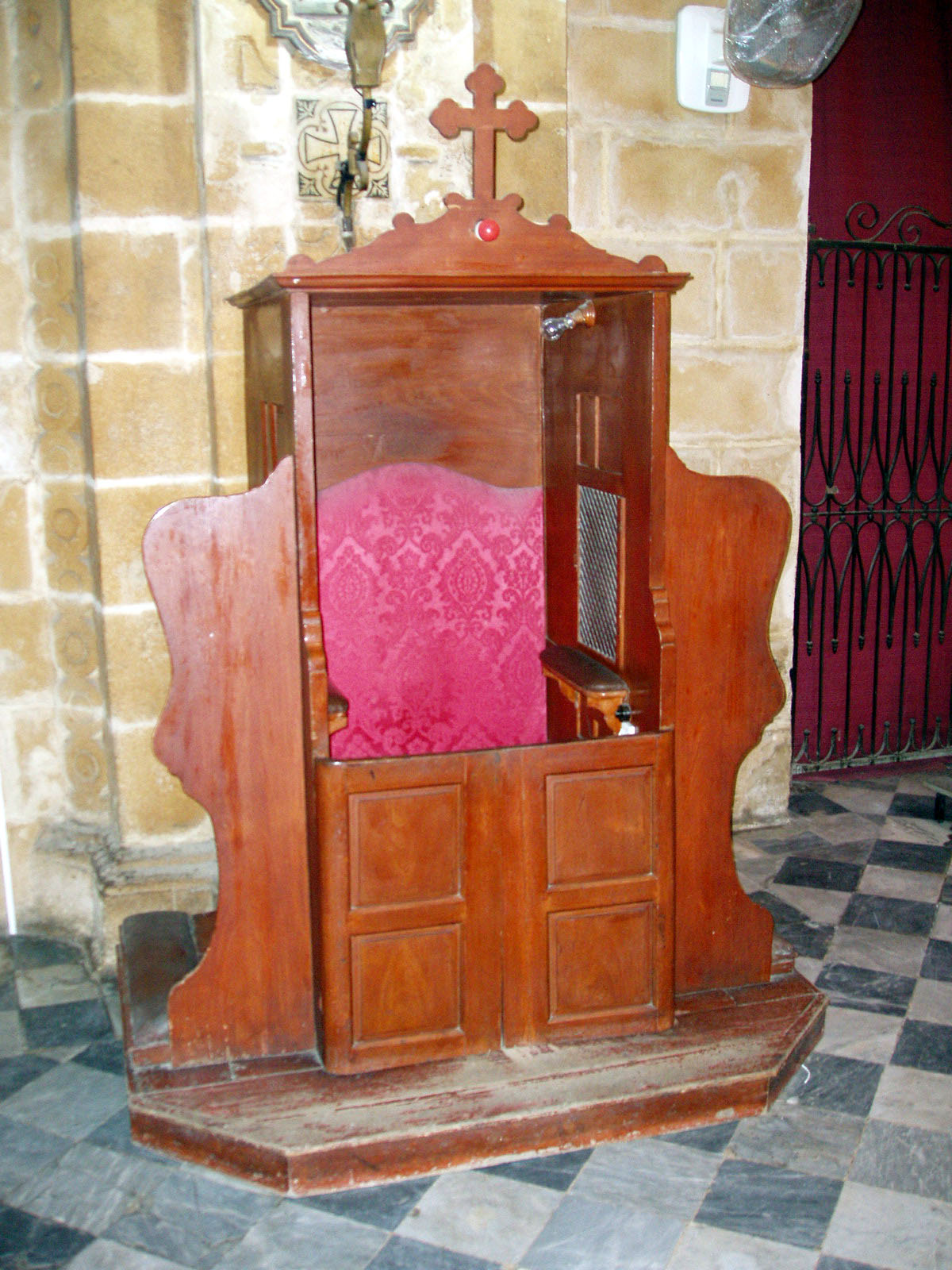
Um confessionário.

Segundo o Compêndio do Catecismo da Igreja Católica, além do perdão dos pecados conferido pelo Batismo, é necessário o sacramento da penitência "porque a nova vida da graça, recebida no Batismo, não suprimiu a fragilidade da natureza humana nem a inclinação para o pecado (isto é, a concupiscência), Cristo instituiu este sacramento para a conversão dos batizados que pelo pecado d’Ele se afastaram.".
Os atos do penitente são "um diligente exame de consciência; a contrição (ou arrependimento), que é perfeita, quando é motivada pelo amor a Deus, e imperfeita, se fundada sobre outros motivos, e que inclui o propósito de não mais pecar. A confissão, que consiste na acusação dos pecados feita diante do sacerdote; a satisfação, ou seja, o cumprimento de certos atos de penitência, que o confessor impõe ao penitente para reparar o dano causado pelo pecado.".
"Devem-se confessar todos os pecados graves ainda não confessados, dos quais nos recordamos depois dum diligente exame de consciência. A confissão dos pecados graves é o único modo ordinário para obter o perdão." 
Resumidamente, a penitência desempenha a função de perdoar os pecados do indivíduo, e assim alcançando a absolvição ou o perdão de Deus.

## Penas temporais
Mas, o perdão obtido pela Reconciliação não significa a eliminação total das penas temporais, ou seja, do mal causado como consequência do pecado já perdoado, necessitando por isso de obter indulgências e de praticar as boas obras, a fim de reparar o mal cometido pelo pecado. Se as penas temporais ainda não forem eliminadas durante a vida terrena, as pessoas que as têm necessitam de uma purificação no Purgatório, antes de entrar no Paraíso.

## Efeitos da Penitência
-  confere a graça santificante, com a qual são perdoados os pecados mortais e também os veniais que se confessaram e de que haja arrependimento;
-  comuta a pena eterna em temporal, da qual também é perdoada uma parte maior ou menor, conforme as disposições do penitente;
-  faz reviver o merecimento das boas obras feitas antes de se cometer o pecado mortal;
-  dá à alma auxílios oportunos para não recair no pecado e restitui a paz à consciência;
O sacramento da Penitência é necessário para se salvarem a todos aqueles que, depois do Batismo, cometeram algum pecado mortal. Este sacramento tem virtude de perdoar todos os pecados, por muitos e grandes que sejam, contanto que se receba com as devidas disposições.
A Penitência é um sacramento que pode ser reiterado. Quando Pedro perguntou se podia dar o perdão de um pecado até sete vezes, Nosso Senhor lhe respondeu: “Eu não te digo até sete vezes, mas até setenta vezes sete” (Mt XVIII, 22).
A confissão freqüente é coisa ótima, porque além, de apagar os pecados este sacramento dá as graças necessárias para evitá-los no futuro.
Para se fazer uma confissão bem feita se requer cinco coisas:
-  exame de consciência;
-  dor de ter ofendido a Deus;
-  propósito de nunca mais pecar;
-  acusação dos próprios pecados;
-  satisfação ou penitência;
Para bem nos confessarmos devemos, antes de tudo, pedir ao Senhor que nos dê luz para conhecer todos os nossos pecados e força para os detestar.

## Cuidados pastorais
Sobre este sacramento, Bento XVI disse: "O Sínodo lembrou que é dever pastoral do bispo promover na sua diocese uma decisiva recuperação da pedagogia da conversão que nasce da Eucaristia e favorecer entre os fiéis a confissão frequente. Todos os sacerdotes se dediquem com generosidade, empenho e competência à administração do sacramento da Reconciliação, limitando a prática da absolvição geral exclusivamente aos casos previstos, permanecendo como forma ordinária de absolvição apenas a pessoal.". 

## Exame de consciência
Trata-se de uma diligente investigação dos pecados que se cometeram, desde a última confissão bem feita. É feito trazendo à memória, na presença de Deus, todos os pecados ainda não confessados, cometidos por pensamentos, palavras, obras e omissões contra os Mandamentos de Deus e da Igreja, e contra as obrigações do próprio estado. Devemos examinar-nos também sobre os maus hábitos, sobre as ocasiões de pecado e sobre o número dos pecados mortais.
Para que um pecado seja mortal são necessárias três coisas:
-  matéria grave: quando se trata de uma coisa notavelmente contrária à Lei de Deus e da Igreja;
-  plena advertência: quando se conhece perfeitamente que se faz um mal grave;
-  consentimento perfeito da vontade: quando se quer fazer deliberadamente uma coisa, embora se reconheça que é culpável;
Deve-se empregar no exame de consciência mais ou menos tempo de acordo com a necessidade, isto é, conforme o número e a qualidade dos pecados que sobrecarregam a consciência e conforme o tempo decorrido desde a última confissão bem feita. Facilita-se o exame para a confissão fazendo-se todas as noites o exame de consciência sobre as ações do dia.
O exame de consciência, que serve para o pecador rever e deliberar sobre os pecados cometidos e também as boas obras praticadas, é baseado nos Dez Mandamentos, que é a base mínima da conduta moral correta de qualquer católico:
- 1º - Amar a Deus sobre todas as coisas.
- 2º - Não falar seu Santo Nome em vão
- 3º - Guardar domingos e festas de guarda.
- 4º - Honrar pai e mãe.
- 5º - Não matar (nem causar outro dano, no corpo ou na alma, a si mesmo ou ao próximo).
- 6º - Guardar castidade nas palavras e nas obras.
- 7º - Não furtar (nem injustamente reter ou danificar os bens do próximo).
- 8º - Não levantar falsos testemunhos.
- 9º - Guardar castidade nos pensamentos e nos desejos.
- 10º- Não cobiçar as coisas alheias.

Existem exames de consciência aprofundados.

## Dor ou arrependimento
Trata-se de um desgosto e de uma detestação sincera da ofensa feita a Deus. Pode ser de duas espécies: perfeita ou de contrição; imperfeita ou de atrição.

## contrição
é o desgosto de ter ofendido a Deus porque Deus é infinitamente bom e digno, por Si mesmo, de ser amado sobre todas as coisas; é chamada perfeita porque se refere exclusivamente à bondade de Deus, e não ao nosso proveito ou prejuízo, e porque nos faz alcançar imediatamente o perdão dos pecados, ficando-nos porém a obrigação de nos confessarmos;
A dor perfeita não nos alcança o perdão dos pecados independentemente da confissão porque sempre inclui a vontade de se confessar. Ela produz o estado de graça porque procede da caridade, a qual não pode encontrar-se na alma juntamente com o pecado mortal.

## atrição
é o desgosto de ter ofendido a Deus como nosso supremo Juiz, isto é, por temor dos castigos que merecemos e nos esperam nesta ou na outra vida, ou pela própria fealdade do pecado;
A dor, para ser boa, deve ter quatro condições: deve ser interna, sobrenatural, suma e universal.
1. Interna: 
deve estar no coração e na vontade e não só nas palavras, pois a vontade, que se afastou de Deus com o pecado, deve voltar para Deus, detestando o pecado cometido;
2. Sobrenatural: 
deve ser excitada em nós pela graça do Senhor, e a devemos conceber levados por motivos que procedem da Fé (como se arrepender por ter ofendido a Deus infinitamente bom e digno por Si mesmo de ser amado, por ter perdido o Céu e merecido o inferno, ou ainda pela malícia intrínseca do pecado) e não somente por motivos humanos (como se arrepender dos pecados apenas por alguma desonra ou castigo que lhe vem dos homens ou por um motivo puramente temporal); deve ser sobrenatural porque o fim a que se dirige - o perdão de Deus, a aquisição da graça santificante e o direito à glória eterna – é essencialmente sobrenatural;
3. Suma: 
devemos considerar e odiar o pecado como o maior de todos os males, já que é ofensa a Deus, sumo Bem; não é necessário que materialmente se chore pela dor dos pecados, bastando que no íntimo do coração se deplore mais o ter ofendido a Deus do que qualquer outra desgraça;
4. Universal: 
deve se estender a todos os pecados mortais cometidos porque quem não se arrepende, ainda que seja de um só pecado mortal, continua sendo inimigo de Deus;
Para termos verdadeira dor dos nossos pecados devemos pedi-la a Deus e excitá-la em nós com a consideração do grande mal que fizemos ao pecar. Devemos considerar:
o rigor da infinita justiça de Deus e a deformidade do pecado que enfeiou a alma e nos torna merecedores das penas eternas do inferno;
que perdemos a graça, a amizade e qualidade de filhos de Deus, e a herança do Paraíso;
que ofendemos o nosso Redentor que morreu por nós, e que os nossos pecados foram a causa da sua morte;
que desprezamos o nosso Criador, o nosso Deus; que Lhe voltamos as costas, a Ele, nosso Sumo Bem, digno de ser amado sobre todas as coisas e servido fielmente;
Quando vamos nos confessar devemos ter muito empenho em ter verdadeira dor dos nossos pecados, porque esta é a coisa mais importante de todas e, se falta a dor, a confissão não é válida.
Quem se confessar só de pecados veniais, para se confessar validamente, basta que se arrependa de algum deles; mas, para alcançar o perdão de todos, é necessário que se arrependa de todos os que reconhece ter cometido. Para tornar mais segura a confissão só de pecados veniais, é prudente acusar, com verdadeira dor, também algum pecado mais grave da vida passada, ainda que já confessado outras vezes.
Coisa muito útil é ainda fazer com freqüência o ato de contrição, principalmente antes de se deitar.

## Propósito
Trata-se de uma vontade determinada de nunca mais cometer o pecado, e de empregar todos os meios necessários para o evitar. Esta resolução deve ter três condições: deve ser absoluta, universal e eficaz.
-  absoluto: 
deve ser sem condição alguma de tempo, de lugar ou de pessoa;
-  universal: 
devemos ter a vontade de evitar todos os pecados mortais, tanto os que já tenhamos cometido no passado como os que poderíamos cometer ainda;
-  eficaz:
devemos ter uma vontade decidida de perder todas as coisas antes que cometer um novo pecado, de fugir das ocasiões perigosas de pecar, de destruir os maus hábitos, e de satisfazer a todas as obrigações lícitas contraídas em conseqüências dos nossos pecados;
Por mau hábito se entende a disposição adquirida para cair com facilidade naqueles pecados aos quais nos acostumamos. Para corrigi-los devemos vigiar sobre nós mesmos, rezar muito, confessar-nos com freqüência, ter um bom diretor espiritual e seguir suas orientações.
Por ocasiões perigosas de pecar se entendem todas aquelas circunstâncias de tempo, de lugar, de pessoas ou de coisas, que, pela sua própria natureza ou pela nossa fragilidade, nos induzem a cometer o pecado. Somos gravemente obrigados a evitar as ocasiões perigosas que de ordinário nos levam a cometer o pecado mortal, e que se chamam ocasiões próximas de pecado. 
Para se fazer o propósito nos ajudam as mesmas considerações que servem para excitar a dor (consideração dos motivos que temos para temer a justiça de Deus e para amar a sua infinita bondade).

## Acusação dos pecados ao confessor
“Quando alguém confessa, sinceramente, seus pecados ao sacerdote, estando arrependido de os haver cometido, tendo ao mesmo tempo o propósito de não tornar a cometê-los, todos os seus pecados lhe são plenamente perdoados, em virtude do poder das chaves, ainda que a dor de sua contrição, de per si, não seja suficiente para impetrar a remissão dos pecados” (Catecismo Romano).
Depois de feito o exame de consciência, com a dor e o propósito, devemos ir ao confessor para acusar os pecados e receber a absolvição.
Somos obrigados a confessar-nos de todos os pecados mortais. É bom, porém, confessar também os veniais. As qualidades principais que deve ter a acusação dos pecados são cinco:
- humilde: 
devemos acusar diante do confessor sem altivez de ânimo ou de palavras, mas com sentimentos de um réu que reconhece a sua culpa e comparece diante do juiz;
- íntegra: 
devemos confessar, com as suas circunstâncias e seu número, todos os pecados mortais cometidos desde a última confissão bem feita, e dos quais se tem consciência;
- sincera: 
devemos declarar os pecados como eles são, sem os desculpar, sem os diminuir e sem os aumentar;
- prudente:
```
devemos servir-nos dos termos mais modestos e devemos guardar-nos de descobrir os pecados alheios;
```

- breve: 
não devemos falar de coisas inúteis ao confessor;
Para que a acusação seja íntegra devemos acusar as circunstâncias que mudam a espécie do pecado. As circunstâncias que mudam a espécie de pecado são:
aquelas pelas quais uma ação pecaminosa de venial se torna mortal;
aquelas pelas quais uma ação pecaminosa contém a malícia de dois ou mais pecados mortais;
Quem, para se desculpar, dissesse uma mentira do qual resultasse dano grave para o próximo, deveria manifestar esta circunstância, que muda a mentira, de oficiosa em gravemente nociva. Quem tivesse roubado uma coisa sagrada, deveria acusar esta circunstância, que acrescenta ao furto a malícia do sacrilégio.
Quem não tiver a certeza de ter cometido um pecado, não é obrigado a confessá-lo. Se, porém o quiser acusar, deverá acrescentar que não tem a certeza de o ter cometido.
Quem não se lembra exatamente do número dos seus pecados, deve acusar o número aproximado.
Quem deixou de confessar por esquecimento um pecado mortal ou uma circunstância necessária, fez uma boa confissão, contanto que tenha empregado a devida diligência no exame de consciência. Se um pecado mortal esquecido na confissão volta depois à lembrança somos obrigados a acusá-lo na primeira vez que de novo nos confessarmos.
Quem, por vergonha ou por qualquer outro motivo culpável, cala voluntariamente algum pecado mortal na confissão, profana o Sacramento e por isso torna-se réu de gravíssimo sacrilégio.
Quem ocultou culpavelmente algum pecado mortal na confissão, deve expor ao confessor o pecado ocultado, dizer em quantas confissões o ocultou e repetir todas as confissões desde a última bem feita.
Quem se vir tentado a calar um pecado grave na confissão deve considerar:
que não teve vergonha de pecar na presença de Deus, que vê tudo;
que é melhor manifestar os próprios pecados ao confessor em segredo do que viver inquieto no pecado, ter uma morte infeliz e ser por isso envergonhado no dia do Juízo universal, em face do mundo inteiro;
que o confessor é obrigado ao sigilo sacramental, sob pecado gravíssimo, e com a ameaça de severíssimas penas temporais e eternas;
A Igreja manda que os fiéis devem confessar seus pecados ao menos uma vez cada ano.

## Modo de se confessar
Posição do penitente: “Quem está, pois, arrependido de seus pecados, prostra-se humildemente aos pés do sacerdote, para que esse ato exterior de humildade lhe faça reconhecer como é necessário arrancar da alma todas as raízes de orgulho, donde nasceram e vingaram todos os pecados que agora lamenta” (Catecismo Romano).
Posição do sacerdote: “No sacerdote, que se conserva sentado, como seu legítimo juiz, venera ele a pessoa e o poder de Cristo Nosso Senhor. Pois na administração da Penitência, como nos demais Sacramentos, o sacerdote exerce o ministério de Cristo” (Catecismo Romano).
1.  colocar-se de joelhos aos pés do confessor e dizer: “abençoai-me, Padre, porque pequei”;
2.  enquanto o confessor dá a bênção deve-se inclinar humildemente para recebê-la, fazendo o sinal da Cruz;
3.  depois de feito o sinal da cruz, deve-se dizer: “confessei-me em tal tempo; por graça de Deus recebi a absolvição, cumpri a penitência, e fui à Comunhão”; em seguida faz-se a acusação dos pecados;
4.  terminada a acusação dos pecados deve-se dizer: “acuso-me ainda de todos os pecados da vida passada, especialmente contra tal ou tal virtude”;
5.  depois desta acusação deve-se dizer: “de todos estes pecados e de todos aqueles de que não me lembro, peço perdão a Deus de todo o meu coração; e a vós, Padre, peço a penitência e a absolvição”;
6.  concluída a acusação dos pecados, deve-se ouvir com respeito o que disser o confessor, aceitar a penitência com sincera vontade de cumpri-la e enquanto ele dá a absolvição, renovar o ato de contrição;
7.  depois de receber a absolvição, é preciso agradecer a Nosso Senhor, cumprir quanto antes a penitência e pôr em pratica os avisos do confessor;

## Absolvição
Os confessores devem dar a absolvição somente àqueles que julgam bem dispostos a recebê-la. Ele não só podem mas devem diferir ou negar a absolvição em certos casos, para não profanar o Sacramento.
Os penitentes que se devem considerar mal dispostos são principalmente:
-  aqueles que não sabem os mistérios principais da fé, ou não se importam de aprender a doutrina cristã;
-  aqueles que são gravemente negligentes em fazer o exame de consciência ou não dão sinais de dor e arrependimento;
-  aqueles que não perdoam de coração aos seus inimigos;
-  aqueles que não querem empregar os meios para se corrigir dos seus maus hábitos;
-  aqueles que não querem fugir das ocasiões próximas de pecado;
“Assim como uma moléstia é tida como incurável, se a pessoa atacada sente horror ao remédio, que lhe pode restituir a saúde: assim há também certa espécie de pecados, para os quais não se dá nenhum perdão, porque levam a repelir o remédio próprio da salvação, que é a graça de Deus” (Catecismo Romano).

## Satisfação ou penitência
“Todo pecado acarreta consigo duas conseqüências: culpa e castigo. Ainda que, pela extinção da culpa, seja também perdoado o suplício da morte eterna no inferno, todavia, como declarou o Concílio de Trento, Nosso Senhor nem sempre perdoa os remanescentes dos pecados e a pena temporal que lhes é devida” (Catecismo Romano).
Natã assegurou a Davi: “O Senhor também te perdoou o pecado, e não morrerás” (II Sm XII, 13). Mesmo assim, Davi submeteu-se, voluntariamente, às mais duras penitências, e implorava dia e noite a misericórdia divina; “Lavai-me sempre mais de minha iniqüidade, e purificai-me do meu pecado; porquanto reconheço a minha iniqüidade, e meu pecado está continuamente diante dos meus olhos” (Sl L, 4-5). “Por estas palavras, ele pedia ao Senhor que lhe perdoasse não só a culpa, mas também o castigo merecido pela culpa, que, depois de o purificar dos resquícios do pecado, lhe restituísse a antiga formosura e integridade da alma. Não obstante o fervor de suas preces, foi punido por Nosso Senhor com a morte do filho que tivera do adultério, com a revolta e a morte de Absalão, a quem amava com particular carinho; com outros castigos e flagelos, que já antes lhe haviam sido cominados” (Catecismo Romano).
A Satisfação são os atos do penitente, com os quais ele dá uma certa reparação à justiça divina pelos pecados cometidos pondo em prática aquelas obras que o confessor lhe impõe. O penitente é obrigado a aceitar a penitência que o confessor lhe impõe, se a pode cumprir; e se não a pode, deve dizê-lo humildemente ao mesmo confessor, pedindo-lhe outra.
Se o confessor não marcou tempo, a penitência deve cumprir-se o quanto antes, e deve fazer-se a diligência por cumpri-la em estado de graça. Ela deve ser cumprida na sua integridade e com devoção.
A penitência é imposta porque de ordinário depois da absolvição sacramental que perdoa a culpa e a pena eterna resta uma pena temporal a pagar neste mundo ou no Purgatório.
Nosso Senhor quis perdoar no Sacramento do Batismo toda a pena devida aos pecados e não faz assim no Sacramento da Penitência, porque os pecados depois do Batismo são muito mais graves, visto serem cometidos com maior conhecimento e ingratidão aos benefícios de Deus, e também para que a obrigação de satisfazer por eles sirva de freio para não se recair no pecado.
“Em sua razão de ser, a justiça divina parece exigir que Deus tenha uma maneira para reabilitar aqueles que, antes do Batismo, pecaram por ignorância; e outra diferente, para aqueles que não temeram profanar, advertidamente, o templo de Deus e contristar o Espírito Santo, uma vez que haviam sido libertados da escravidão do pecado e do demônio, e que haviam recebido o dom do Espírito Santo. Corresponde também à bondade divina que os pecados não nos sejam assim perdoados, sem nenhuma satisfação, para evitar que, na primeira ocasião, tenhamos os pecados por muito leves, e, com atrevida afronta ao Espírito Santo, caiamos em outros mais graves, cumulando ira sobre nós para o dia da ira. Sem dúvida alguma, estas penas satisfatórias são de grande eficácia para apartar do pecado; reprimem à semelhança de freios, e tornam os penitentes mais precavidos e vigilantes para o futuro ” (Concílio de Trento).
Somente com nossas forças não podemos dar satisfação a Deus, mas nós o podemos unindo-nos a Jesus Cristo, que, com os merecimentos da sua Paixão e morte, dá valor às nossas ações. De ordinário, a penitência que dá o confessor não é bastante para pagar a pena devida pelos pecados. Por isso deve-se fazer a diligência para suprir com outras penitências voluntárias.
Os atingidos pelos nossos pecados se reduzem a três: Deus, o próximo e nós mesmos. As obras de penitência reduzem-se a três espécies: oração, jejum e esmola. Pela oração aplacamos a Deus; pela esmola, damos satisfação ao próximo; pelo jejum, infligimos castigo a nós mesmos.
-  oração: toda espécie de exercícios de piedade;
-  jejum: toda espécie de mortificação;
-  esmola: toda e qualquer obra de misericórdia espiritual e corporal;
A penitência que nos dá o confessor é mais meritória que a que fazemos por nossa escolha, porque, sendo parte do Sacramento, recebe maior virtude dos merecimentos da Paixão de Cristo.
Aqueles que morrem depois de ter recebido a absolvição sem terem satisfeito plenamente à justiça de Deus vão para o Purgatório, para ali satisfazerem à justiça de Deus e se purificarem inteiramente. As almas do Purgatório podem ser aliviadas com orações, com esmolas, com todas as demais boas obras e com as indulgências, mas sobretudo com o Santo Sacrifício da Missa.
Depois da confissão, além de cumprir a penitência, se danificou injustamente o próximo nos bens ou na honra, ou se lhe deu escândalo, o penitente deve, o mais breve e na medida em que for possível, restituir-lhe os bens, reparar-lhe a honra e remediar o escândalo. Reparamos o escândalo fazendo cessar a ocasião dele e edificando com as palavras e com o bom exemplo aqueles que tenhamos escandalizado. Satisfazemos o próximo quando o tivermos ofendido pedindo-lhe perdão ou dando-lhe alguma outra reparação conveniente.

## Frutos da boa confissão
-  perdoa-nos os pecados cometidos e dá-nos a graça de Deus;
-  restitui-nos a paz e o sossego de consciência;
-  reabre-nos as portas do Céu, e comuta a pena eterna em pena temporal;
-  preserva-nos das recaídas, e torna-nos capazes de ganhar indulgências;

## Indulgências
Trata-se da remissão da pena temporal devida pelos pecados já perdoados quanto à culpa, remissão que a Igreja concede fora do Sacramento da Penitência. Tal poder a Igreja recebeu de Jesus Cristo. A Igreja perdoa a pena temporal aplicando-nos as satisfações superabundantes de Jesus Cristo, da Santíssima Virgem Maria e dos Santos, as quais formam o que se chama de tesouro da Igreja.
O poder de conceder indulgências pertence ao Papa em toda a Igreja, e ao Bispo, na sua diocese, na medida em que lhe é concedido pelo Papa.
Há duas espécies de indulgências: 
- plenária: perdoa toda a pena temporal devida pelos nossos pecados; se alguém morresse depois de ter recebido esta indulgência, iria logo para o Céu, inteiramente isento das penas do Purgatório;
- parcial: perdoa só uma parte da pena temporal, devida pelos nossos pecados;
```
A intenção da Igreja ao conceder as indulgências é auxiliar a nossa incapacidade de expiar neste mundo toda a pena temporal, fazendo-nos conseguir por meio de obras de piedade e de caridade cristã aquilo que nos primeiros séculos Ela obtinha com o rigor dos cânones penitenciais.
```

Para se ganhar as indulgências se requerem as seguintes condições: 
- estado de graça, pelo menos ao cumprir a última obra, e o desapego mesmo das culpas veniais cuja pena se quer apagar;
- o cumprimento das obras que a Igreja prescreve para se ganhar a indulgência;
- a intenção de ganhá-las;
```
As indulgências podem ser aplicadas também às almas do Purgatório quando quem as concede declara que se lhes podem aplicar.
```